# 쿠파 공주

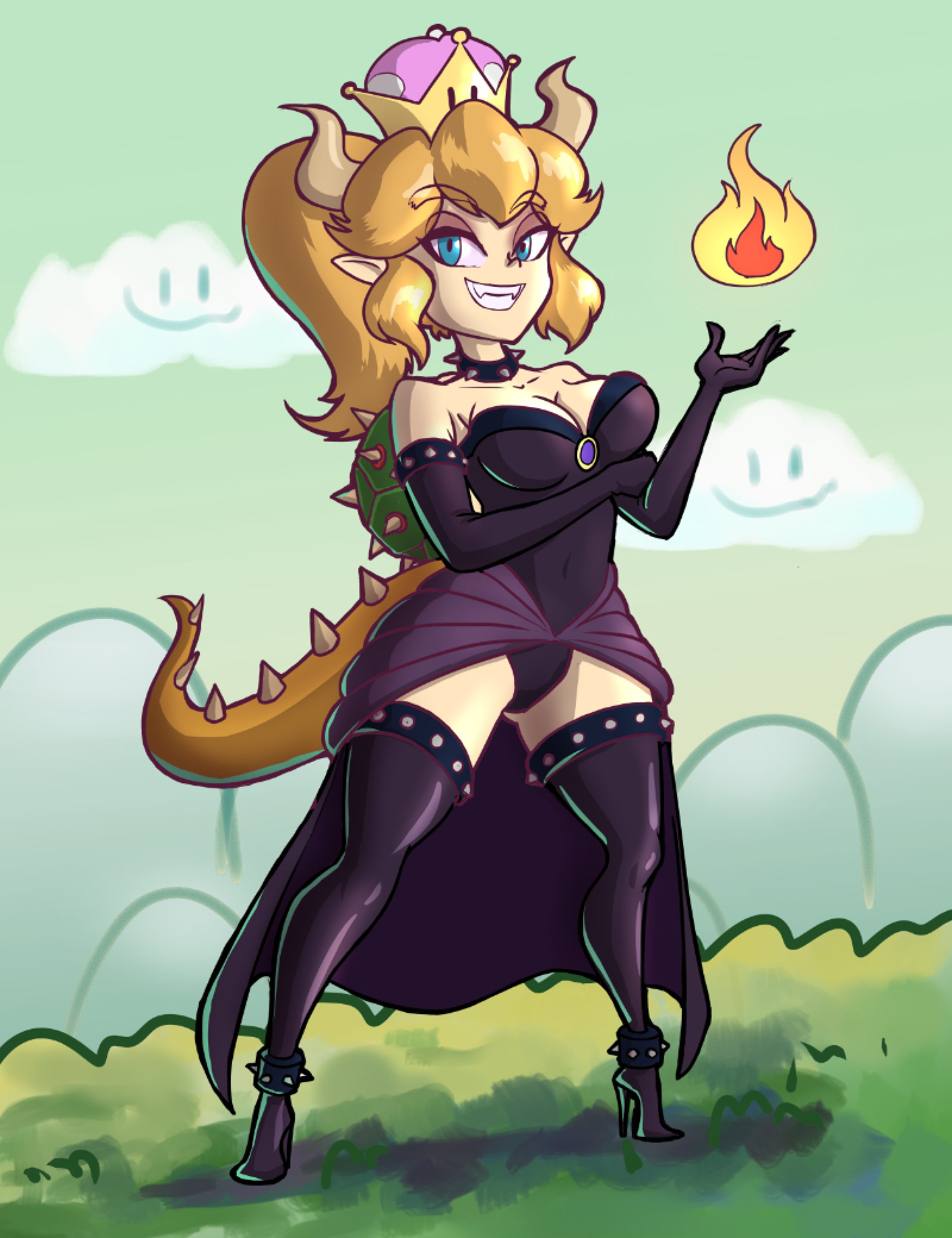

쿠파 공주(クッパ姫, Bowsette)는 팬이 만든 모에 의인화 및 성별 변경판의 마리오 시리즈이다. 캐릭터 쿠파는 슈퍼 크라운 파워업으로 프랜차이즈 캐릭터 피치 공주와 비슷하게 변신한다. 이 캐릭터는 원래 말레이시아 온라인 아티스트인 Ayyk92가 트위터에 게시한 연재 만화의 일부로 2018년 9월 19일에 만들어졌다. 쿠파 공주는 이후 인터넷 밈이 되었고 국제적으로 인기를 얻었으며 관련 해시태그가 영어와 일본어로 트위터에서 인기를 끌었다. 몇몇 전문 일본 예술가들이 웹 사이트에 캐릭터를 직접 표현한 작품을 기고했다.
쿠파 공주는 일반적으로 뿔, 송곳니, 일치하는 완장과 스파이크 칼라가 있는 금발 여성으로 묘사되며 본질적으로 피치 공주와 쿠파의 외모 요소를 결합한다. 언론인들은 이러한 추세를 주목하고 그 장수에 놀랐으며, 이는 캐릭터의 외모와 매력, 닌텐도의 소셜 미디어 핸들러를 충격에 빠뜨리려는 팬들의 욕구 등 다양한 측면에서 기인했다. 어떤 사람들은 그 작품에서 나온 많은 예술 작품이 오로지 음란물이었다고 지적했지만, 다른 사람들은 그 대신 일부 작품이 건전한 톤을 가지고 있다는 점을 재빠르게 강조했다. 쿠파 공주의 빠른 인기로 인해 짧은 기간 내에 비슷한 맥락으로 팬이 만든 다른 캐릭터가 탄생하게 되었으며, 각 캐릭터는 기존 닌텐도 캐릭터를 기반으로 했다. 일본에서는 일본 저작권법에 따라 팬이 만든 캐릭터의 합법성에 대한 우려가 제기되었다.

## 같이 보기
- 인터넷 밈 목록